# Laurède
Laurède (gaskonsko Laureda) je naselje in občina v francoskem departmaju Landes regije Akvitanije. Naselje je leta 2009 imelo 371 prebivalcev.

## Geografija
Kraj leži v pokrajini Gaskonji 27 km severovzhodno od Daxa.

## Uprava
Občina Laurède skupaj s sosednjimi občinami Baigts, Bergouey, Caupenne, Doazit, Hauriet, Lahosse, Larbey, Maylis, Mugron, Nerbis, Saint-Aubin in Toulouzette sestavlja kanton Mugron s sedežem v Mugronu. Kanton je sestavni del okrožja Dax.

## Zanimivosti
- cerkev sv. Jakoba;

## Pobratena mesta
- Blotzheim (Haut-Rhin, Alzacija);